# ヒッピー・トレイル

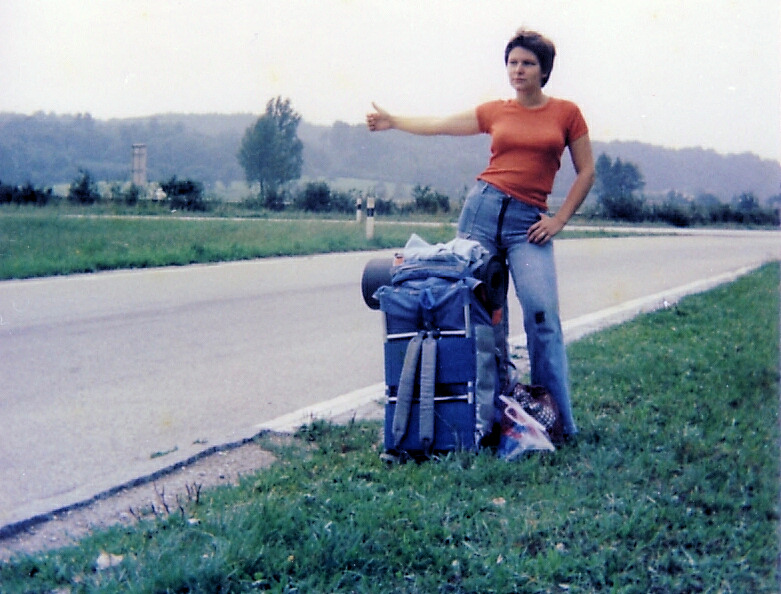
ヒッチハイクはヒッピー・トレイルでの一般的な交通手段であった。

ヒッピー・トレイル（英語: hippie trail）とは、1960年代から1970年代にかけてヒッピーやその他の人々がヨーロッパから南アジア、主にインドとネパールへと陸路で行った旅とそのルートを指す言葉である。主要なモチベーションの1つは、主に自宅から離れていられる時間を引き延ばすために、可能な限り安価に旅をすることであり、よってその旅は「サミング」（ヒッチハイク）や、ルート上を走っている民間バスなどによって実行された。旅程の一部には鉄道もあり、特に東ヨーロッパを横断し（ヴァン湖をフェリーで渡り）トルコを抜け、テヘランやマシュハドへと抜けるルートが使われた。これらの都市から先の旅は、公共交通機関や民間の交通手段が利用できた。こうした旅は、部分的には18世紀の「グランドツアー」の慣習の影響を受けていた。

## 典型的なルート

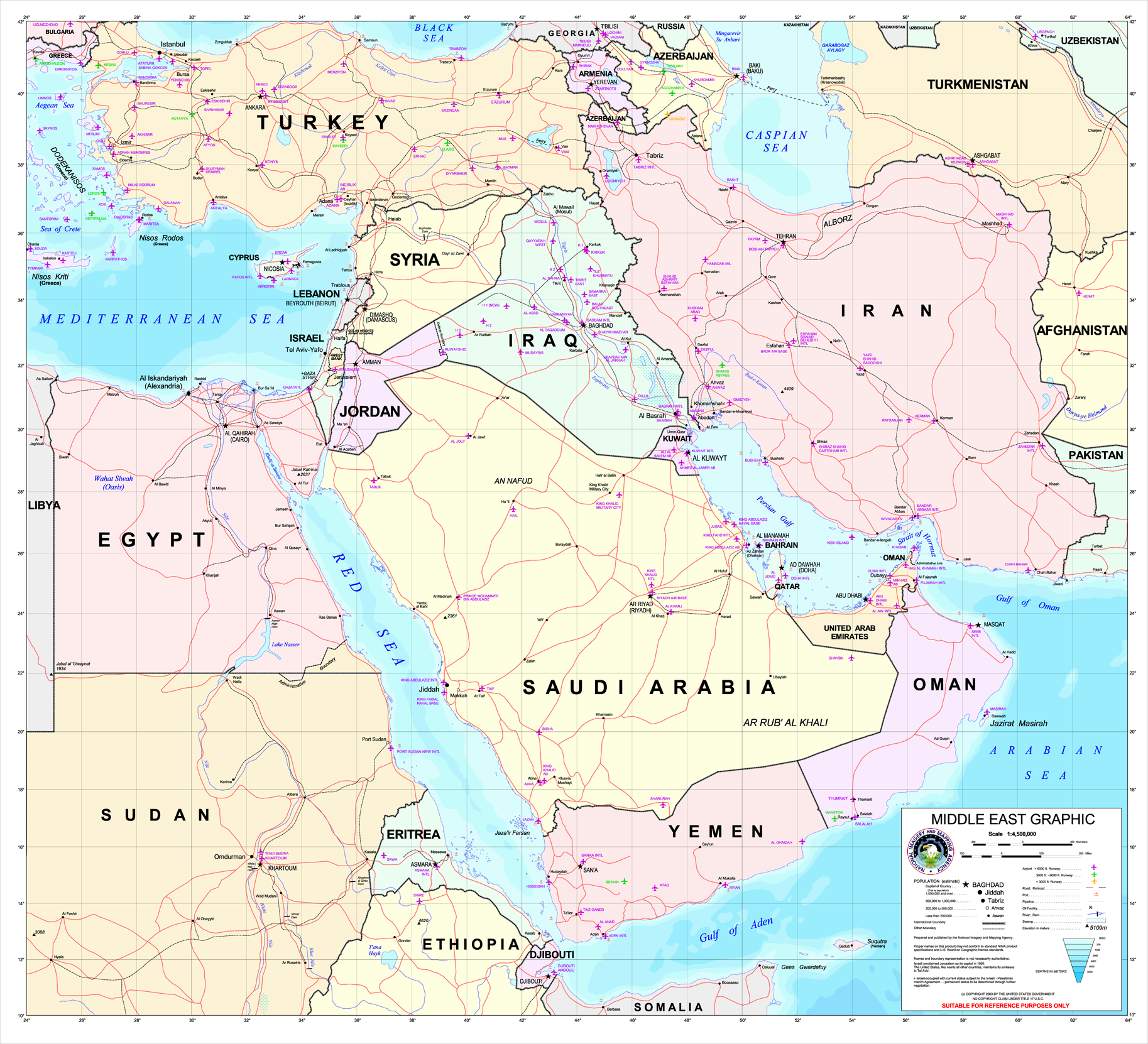
中東地図

ヒッピー・トレイルの旅は西ヨーロッパの諸国、特にロンドンやアムステルダムといった都市を出発点とするのが典型的であった。アメリカ合衆国からの旅行者は多くアイスランド航空でルクセンブルク市へと渡り、そこからイスタンブール、テヘラン、ヘラート、カーブル、ペシャーワル、ラホール、デリー、ワーラーナシー（当時ベナレスと呼ばれていた）などの「主要な」場所を経由し、ゴアもしくはカトマンズを最終目的地としていた。カトマンズでは今日でもJochen Tole通りがここを通った無数のヒッピーたちを記念して「フリーク・ストリート」と呼ばれている。トルコからシリア、ヨルダン、イラク、イランと渡りそこから東進するルートもあった。南インド、スリランカ（当時セイロン）、さらに南東に進みオーストラリアにまで至るさらなる旅も行われることがあった。
1970年代後半にはこうした陸路の旅は政治情勢の変化に悩まされた。ソビエト連邦はアフガニスタンに侵攻し、イランではシャーがイスラム革命により退位させられた。それでも、「サンダウナーズ」や「トップデック」（en:Topdeck）といった旅行業者はパキスタンのバローチスターン州を経由するルートを開拓した。トップデックはイラン・イラク戦争やその後の紛争の時期にあっても旅行を継続していたが、1998年には撤退した。
イランの出入国管理の緩和によってこのルートは再びどうにか実現可能なものとなったが、イラク、アフガニスタン及びパキスタンの一部地域で続いている紛争のため通過は容易ではない。

## ガイド

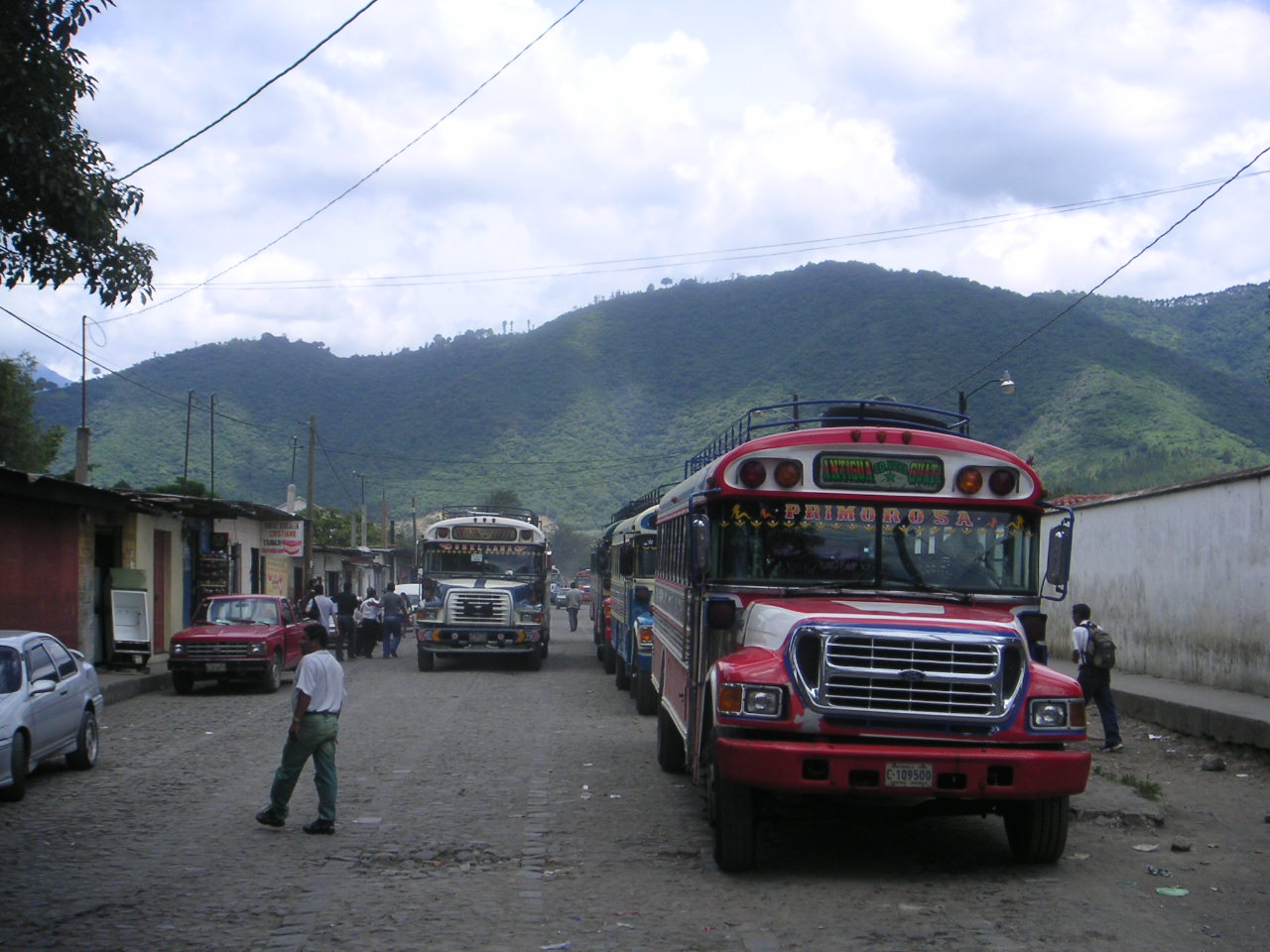
カラフルに塗られた「チキン・バス」（写真はグアテマラのもの）

旅行ガイドブック『ロンリープラネット』の創始者であるトニー・ウィーラーは1973年に『en:Across Asia On The Cheap』（安上がりにアジア横断）と題したヒッピー・トレイルの本を刊行した。130アメリカドルで購入したオースチン社のミニバンでロンドンを出発し西ヨーロッパ、バルカン半島、トルコ、イランを横断した旅の経験から、この94ページのパンフレットを作成した。これらの地域を横断し終えると、アフガニスタンでバンを売却し、チキン・バスや鉄道の三等車や長距離トラックを乗り継いで旅を続けた。パキスタン、カシミール、インド、ネパール、タイ王国、マレーシア、インドネシアを横断し、9ヶ月後にシドニーに到達した時にはポケットには27セントしか残っていなかった。
『BIT Guide』は旅行者からの情報を基に更新し危険情報の知らせや観光・宿泊場所を案内するA4バインダー式の初期のガイドであった。最初のBITガイドはロンドンのBIT情報&ヘルプサービス社によって1970年に刊行され、1972年にBITに参加したジェフ・クラウザーの下でその頂点を迎えた。1971年度版の『全地球カタログ』（「Whole Earth Catalog最終版」）は302ページを「ネパールへの陸路ガイド」に割いた。ポール・セローは『鉄道大バザール』（en:The Great Railway Bazaar, 1975）でこのルートの古典となる旅行記を書いた。
ローリー・マクリーンの『マジック・バス』(2008)やピーター・ムーアの『The Wrong Way Home』(1999)といった現代の旅行書は当初のヒッピー・トレイルを辿り直している。
『Across Asia On The Cheap』が刊行されるまでは、24ヶ国を網羅した375ページのガイドブック『学生のためのアジア・ガイド』（デヴィッド・ジェンキンス著）を多くの旅行者が利用していた。

## モチベーション

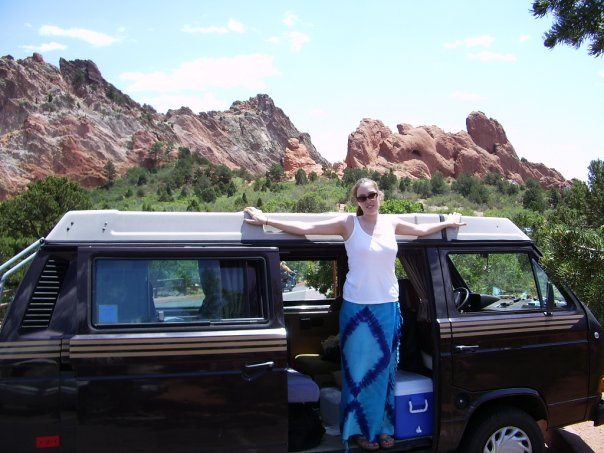
バンで旅する現代のヒッピー

ヒッピー・トレイルの旅は多く「自己発見」、「神の探求」、「他者との交流」といったヒッピー運動の根本的な理想によって動機付けられていた。旅行者の大部分は西ヨーロッパ人、北アメリカ人、オーストラリア人、日本人から成っていた。イスタンブールの「プリン・ショップ」（en:Pudding Shop）やテヘランの「アミール・カビール」といった、ルートにある著名なホステルやホテルで意見や経験の交換が行われていた。多くの者はバックパックを背負っており、大部分は若者であったが、中高年や家族連れの旅行者も時折見られた。全旅程を自分で運転する者も多かった。
1970年代中盤には数多くの旅行業者がこのルートを商業化しようと試みた。有料客の確保に成功した業者にはトランジット・トラベル、オートツアーズ、サンダウナーズ、トップデックなどがある。
2007年9月にはOzbusという会社が、ロンドンからシドニーまでのヒッピー・トレイルを辿る新しいバス旅行サービスを開始した。

## 新しいトレイル
近年では、格安航空会社や格安航空券の増加により、新しい「ヒッピー・トレイル」が形成され1960-70年代の元祖のヒッピー・トレイルに付け加わりつつある。北アフリカのモロッコやチュニジアなどがその1つである。これらに加え、欧米の低予算旅行者がしばしば訪れるバナナ・パンケーキ・トレイルのような他のトレイルがアジアへの古くからのヒッピー・トレイルを置き換えつつある。また中南米にはグリンゴ・トレイル（en:Gringo Trail。Gringoはアメリカ合衆国人を指す）が形成された。